# Amahl y los visitantes nocturnos
Amahl y los visitantes nocturnos (título original en inglés, Amahl and the Night Visitors) es una ópera en un acto de Gian Carlo Menotti con un libreto original en inglés del mismo compositor. Fue un encargo de la NBC y fue estrenada por el NBC Opera Theatre el 24 de diciembre de 1951, en la ciudad de Nueva York en el NBC studio 8H en el Rockefeller Center, y retransmitida en vivo por la televisión como la producción de debut del Hallmark Hall of Fame. Fue la primera ópera específicamente compuesta para la televisión en Estados Unidos.
Esta ópera se representa poco; en las estadísticas de Operabase aparece la n.º 126 de las óperas representadas en 2005-2010, siendo la 3.ª en los Estados Unidos y la primera de Menotti, con 25 representaciones en el período.

## Personajes
| Personaje                | Tesitura               | Reparto el 24 de diciembre de 1951 Director: Thomas Schippers) |
| ------------------------ | ---------------------- | -------------------------------------------------------------- |
| Amahl                    | niño soprano           | Chet Allen                                                     |
| La madre                 | soprano o mezzosoprano | Rosemary Kuhlmann                                              |
| Rey Gaspar (Kaspar)      | tenor                  | Andrew McKinley                                                |
| Rey Melchor (Melchior)   | barítono               | David Aiken                                                    |
| Rey Baltasar (Balthazar) | bajo                   | Leon Lishner                                                   |
| El paje                  | bajo                   | Francis Monachino                                              |
| Pastores bailarines      |                        | Melissa Hayden; Glen Tetley; Nicholas Magallanes               |
| Pastores y lugareños     |                        |                                                                |